# Bateria św. Pawła
Bateria św. Pawła (malt. Batterija ta' San Pawl, ang. Saint Paul's Battery), znana też jako Bateria Ta' Lombardi (malt. Batterija ta' Lombardi, ang. Ta' Lombardi Battery) – bateria artyleryjska w Marsaxlokk na Malcie. Stoi na wzniesieniu, w głąb lądu od Delimara Point, powyżej il-Ħofra-z-Zgħira. Jest to fort poligonalny zbudowany przez Brytyjczyków w latach 1881-1886. Dowodził ogniem w kierunku północnym, ponad zatoką św. Tomasza (St. Thomas' Bay) i Marsaskala.
Około 350 metrów w kierunku południowym znajduje się Fort Tas-Silġ, dużo większa fortyfikacja w stylu poligonalnym.

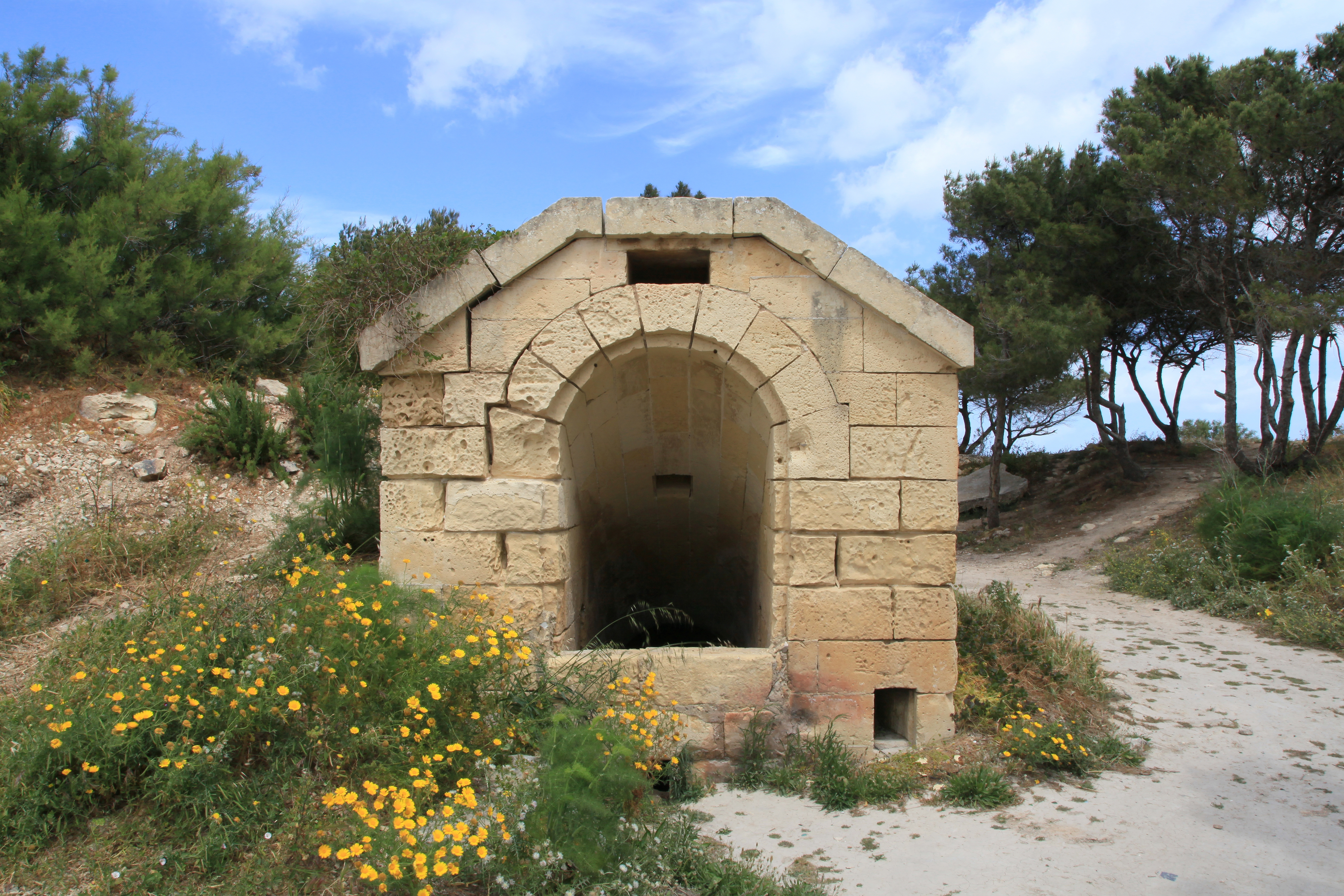
Wejście do podziemnego magazynu w baterii św. Pawła

## Historia
Bateria św. Pawła została zbudowana przez Brytyjczyków w latach 1881-1886, aby wspomóc Fort Tas-Silġ w obronie St. Thomas Bay. Jest w kształcie litery "D", z trzema stanowiskami na działa RML 7-calowe, które były umieszczone na 6-stopowych platformach. Obsługa dział i załoga baterii stacjonowały w Forcie Tas-Silġ.
W roku 1900 bateria została opuszczona, jej działa usunięto. Budowla przestała być ważnym ogniwem w systemie obronnym wyspy.

## Współcześnie
Bateria pozostaje opuszczona do dziś, jest w bardzo złym stanie. Zarośnięta drzewami i krzakami, jej sucha fosa zawalona jest gruzem. Stanowiska dział, rów obronny oraz wejście do podziemnego magazynu są jednak wciąż widoczne.
W roku 2015 miejsce to brano pod uwagę jako potencjalną lokalizację kampusu dla powstającego American University of Malta. Kampus został rozdzielony pomiędzy Dok Nr 1 w Cospicua i Żonqor Point w Marsaskala.